# A magyar labdarúgó-válogatott mérkőzései 1977-ben
A magyar labdarúgó-válogatottnak 1977-ben tizenöt találkozója volt. Eddig egyetlen évben sem játszott ilyen sok mérkőzést. Dél-amerikai portyával indult az év: Peru, Mexikó és Argentína volt az ellenfél. Ez utóbbi találkozó két okból is emlékezetes, Baróti Lajos századszor irányította a magyar csapatot, az ellenfélnél pedig egy 16 éves fiatal játékos lépett először pályára, Diego Maradona.
Még Iránba és Spanyolországba is kirándult a csapat, Dél-Amerikából hazafelé tartva. Az alicantei mérkőzés érdekessége hogy az 59. percben csereként beálló Pusztai László első labdaérintése eredményezte a gólt.
Az vb-selejtezőben csak két ellenfele volt a magyar csapatnak az európai 9. csoportban: Görögország és a Szovjetunió. Innen továbbjutva interkontinentális selejtező következett Bolíviával, Budapesten nagyarányú 6–0-s győzelem után, La Pazban a 3600 méter magasan fekvő fővárosban, is győzni tudott a magyar válogatott.
Szövetségi kapitány:
- Baróti Lajos

## Eredmények
512. mérkőzés
| 1977. február 9. |

| Peru                        | 3–2             | Magyarország            |
| --------------------------- | --------------- | ----------------------- |
| Velásquez 22' 43' Sotil 80' | (2–1) Részletek | Törőcsik 13' Kereki 85' |

| Lima Nézőszám: 50 000 Játékvezető: Edison Peréz Nuñez (PER) |

513. mérkőzés
| 1977. február 22. |

| Mexikó   | 1–1             | Magyarország |
| -------- | --------------- | ------------ |
| Solis 8' | (1–1) Részletek | Törőcsik 36' |

| Puebla Nézőszám: 40 000 Játékvezető: Lamberto Rubio Vázquez (MEX) |

514. mérkőzés
| 1977. február 27. |

| Argentína                         | 5–1             | Magyarország |
| --------------------------------- | --------------- | ------------ |
| Bertoni 11' 18' 44' Luque 37' 47' | (4–0) Részletek | Zombori 61'  |

| La Bombonera, Buenos Aires Nézőszám: 60 000 Játékvezető: Ramón Barreto (URU) |

515. mérkőzés
| 1977. március 15. |

| Irán | 0–2             | Magyarország                       |
| ---- | --------------- | ---------------------------------- |
|      | (0–1) Részletek | Fazekas 27' (11-esből) Nyilasi 81' |

| Teherán Nézőszám: 25 000 Játékvezető: Mohsen Zamani (IRN) |

516. mérkőzés
| 1977. március 27. |

| Spanyolország | 1–1             | Magyarország |
| ------------- | --------------- | ------------ |
| Juanito 69'   | (0–0) Részletek | Pusztai 59'  |

| José Rico Pérez Stadion, Alicante Nézőszám: 25 000 Játékvezető: Michel Vautrot (FRA) |

517. mérkőzés
| 1977. április 13. |

| Magyarország    | 2–1             | Lengyelország |
| --------------- | --------------- | ------------- |
| Nyilasi 39' 75' | (1–0) Részletek | Nawałka 47'   |

| Népstadion, Budapest Nézőszám: 30 000 Játékvezető: Heinz Einbeck (GDR) |

518. mérkőzés
| 1977. április 20. |

| Magyarország          | 2–0             | Csehszlovákia |
| --------------------- | --------------- | ------------- |
| Várady 42' Kovács 60' | (1–0) Részletek |               |

| Népstadion, Budapest Nézőszám: 45 000 Játékvezető: Nikola Dudin (BUL) |

519. mérkőzés – vb-selejtező
| 1977. április 30. |

| Magyarország           | 2–1             | Szovjetunió |
| ---------------------- | --------------- | ----------- |
| Nyilasi 44' Kereki 66' | (1–0) Részletek | Kipiani 89' |

| Népstadion, Budapest Nézőszám: 70 000 Játékvezető: Heinz Aldinger (NSZK) |

520. mérkőzés – vb-selejtező
| 1977. május 18. |

| Szovjetunió                  | 2–0             | Magyarország |
| ---------------------------- | --------------- | ------------ |
| Burjak 6' Bálint 14' (öngól) | (2–0) Részletek |              |

| Borisz Paicsadze Stadion, Tbiliszi Nézőszám: 75 000 Játékvezető: John Keith Taylor (ENG) |

521. mérkőzés – vb-selejtező
| 1977. május 28. |

| Magyarország                        | 3–0             | Görögország |
| ----------------------------------- | --------------- | ----------- |
| Pusztai 13' Nyilasi 15' Fazekas 88' | (2–0) Részletek |             |

| Népstadion, Budapest Nézőszám: 70 000 Játékvezető: Johannes Beck (FRA) |

522. mérkőzés
| 1977. október 5. |

| Magyarország                                      | 4–3             | Jugoszlávia               |
| ------------------------------------------------- | --------------- | ------------------------- |
| Kereki 18' Törőcsik 43' 68' Várady 54' (11-esből) | (2–1) Részletek | Sušić 44' 83' Nikolić 86' |

| Népstadion, Budapest Nézőszám: 15 000 Játékvezető: Valentyin Grigorjevics Lipatov (URS) |

523. mérkőzés
| 1977. október 12. |

| Magyarország                        | 3–0             | Svédország |
| ----------------------------------- | --------------- | ---------- |
| Nyilasi 33' Várady 36' Törőcsik 79' | (2–0) Részletek |            |

| Népstadion, Budapest Nézőszám: 12 000 Játékvezető: Walter Eschweiler (NSZK) |

524. mérkőzés – vb-selejtező
| 1977. október 29. |

| Magyarország                                                           | 6–0             | Bolívia |
| ---------------------------------------------------------------------- | --------------- | ------- |
| Nyilasi 12' Törőcsik 19' Zombori 21' Várady 27' Pintér 40' Nagy L. 81' | (5–0) Részletek |         |

| Népstadion, Budapest Nézőszám: 60 000 Játékvezető: Ramón Barreto (URU) |

525. mérkőzés
| 1977. november 9. |

| Csehszlovákia | 1–1             | Magyarország |
| ------------- | --------------- | ------------ |
| Nehoda 85'    | (0–0) Részletek | Halász 65'   |

| Letná-stadion, Prága Nézőszám: 10 000 Játékvezető: Aleksander Suchanek (POL) |

526. mérkőzés – vb-selejtező
| 1977. november 30. |

| Bolívia                       | 2–3             | Magyarország                                  |
| ----------------------------- | --------------- | --------------------------------------------- |
| Aragonés 45+2' (11-esből) 94' | (1–2) Részletek | Törőcsik 38' Halász 43' Del Llano 82' (öngól) |

| La Paz Nézőszám: 55 000 Játékvezető: Charles Corver (NED) |